# 青柳栄司

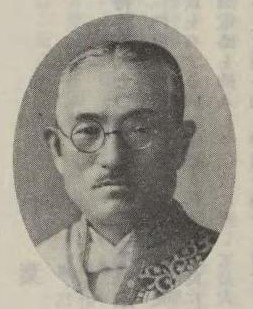
青柳栄司

青柳 栄司（あおやぎ えいじ、1873年3月12日 - 1944年8月22日）は、日本の電気工学者。送配電に関する研究に従事し、半真空電球やタングステンアーク灯などを発明。窒素バリウムの製法と適用法を確立した。また電気工学講習所などの設立に尽くした。信濃国安曇郡上堀金村（現：長野県安曇野市）生まれ。

## 経歴
- 1890年 - 長野縣尋常中學校（現：長野県松本深志高等学校）卒業
- 1895年 - 第一高等学校卒業
- 1898年 - 東京帝国大学電気工学科卒業、京都帝国大学理工科大学電気工学科助教授と第三高等学校講師となる
- 1899年 - 2年間ドイツに留学
- 1901年 - 京都帝国大学理工科大学教授
- 1903年 - 工学博士
- 1912年 - 京都帝大電気工学教室主任
- 1913年 - 学術雑誌「電気評論」を創刊
- 1914年 - 京都帝国大学工科大学教授
- 1917年 - 財団法人青柳研究所（現：応用科学研究所）設立[1]
- 1920年 - 文部省社会教育講師、学術研究会議員
- 1921年 - 日本照明学会会長
- 1923年 - 電気学会会長[2]
- 1929年 - 旅順工科大学講師
- 1931年 - 電気工学講習所校長
- 1932年 - 大阪帝国大学、大阪工業大学教授を兼任
- 1933年 - 京都帝国大学名誉教授[3]

## 栄典
- 1903年（明治36年）12月26日 - 従六位[4]
- 1926年（大正15年）12月15日 - 従三位[5]
- 1935年（昭和10年） - 正三位・勲一等瑞宝章

## 主著
- 「エヂソン翁に就いて」1929年[6]
- 「宗教的信仰と教育」1934年[7]
- 「汽力発電所」1948年

## 参照
- 青柳先生還暦祝賀会 編「噪音集」1933年
- 田島清 編『信州人物誌』1969年